# Việt Quang (ca sĩ)
Hoàng Việt Quang (21 tháng 5 năm 1977 - 12 tháng 8 năm 2021) thường được biết đến với nghệ danh  Việt Quang, là một nam ca sĩ và nhạc sĩ người Việt Nam.

## Tiểu sử và sự nghiệp
Cùng thời với Mỹ Tâm, Đàm Vĩnh Hưng, Việt Quang nhanh chóng tạo dựng tên tuổi ở sân khấu âm nhạc trong nước đầu những năm 2000, với chất giọng nam cao bên cạnh phong cách năng động, trẻ trung. Nổi bật nhất là ca khúc "Tình Ơi", Series album: "Vẫn Mãi Yêu Em". Bên cạnh đó còn có những ca khúc khác như "Về Đây", "Tình Phiêu Lãng", "Cafe Buồn", "Thời Sinh Viên"...
Khoảng những năm cuối thập niên 2000s, vì lý do gì đó mà Việt Quang chuyển ra định cư ở nước ngoài.
Vào khoảng năm 2016 - 2018, Việt Quang xuất hiện trong một số buổi họp báo cũng như xuất hiện trên một số gameshow truyền hình như: "Ca Sĩ Bí Ẩn", "Ngẫu Hứng Cùng Sao", "Lạ Lắm À Nha"...

## Qua đời
Chỉ 3 tháng sau sinh nhật 44 tuổi, anh qua đời ngày 12 tháng 8 năm 2021 tại nhà riêng nơi anh sống tại Thành phố Hồ Chí Minh sau một thời gian đối đầu với căn bệnh viêm phổi nặng.

## Phim đã tham gia
| Năm  | Tựa phim         | Vai diễn | Đạo diễn                            | Kênh | Nguồn |
| ---- | ---------------- | -------- | ----------------------------------- | ---- | ----- |
| 2006 | Tình yêu còn mãi | Lê       | Nguyễn Đông Phương - Nguyễn Lê Dũng | HTV7 |       |

## Album đã phát hành
- Vẫn Mãi Yêu Em (Vol. 1) (2001)
- Con Tim Lãng Quên - Vẫn Mãi Yêu Em (Vol. 2) (2001)
- Vẫn Mãi Yêu Em (Vol. 3) (2002)
- The Best of Việt Quang (2002)
- Khung Trời Áo Trắng (2002)
- Vẫn Mãi Yêu Em (Vol. 4) (2002)
- Yêu Em Nồng Cháy (2003)